# Lorttjärnarna (Leksands socken, Dalarna)
Lorttjärnarna är en sjö i Leksands kommun i Dalarna och ingår i Dalälvens huvudavrinningsområde.